# روساگرو
روساگرو (روسی: Русагро) شرکت کشاورزی روس است، که در سال ۱۹۹۵ تأسیس شد.